# Villamanrique de la Condesa
Villamanrique és una localitat de la província de Sevilla, Andalusia, Espanya. L'any 2005 tenia 3.826 habitants. La seva extensió superficial és de 57,44 km² i té una densitat de 66,0 hab/km². Les seves coordenades geogràfiques són 37° 15′ N, 6° 18′ O. Està situada a una altitud de 29 metres i a 37 kilòmetres de la capital de la província, Sevilla.